# Antequera
Antequera é um município da Espanha na província de Málaga e da comunidade autónoma da Andaluzia. Tem 748,3 km² de área e em 2021 tinha 41 348 habitantes (densidade: 55,3 hab./km²).
A alcáçova (em castelhano: alcazaba) é a parte mais importante da antiga almedina islâmica de Antequera. Este castelo ergue-se sobre um cerro, tem planta retangular e duas torres, maior das quais é de menagem. A primeira referência documental a ela data do século XI, nos escritos de Semuel ibn Nagrela.[carece de fontes?]

## Demografia
{{Evolução demográfica 4|#C0C0C0|Variação demográfica do [[município entre 1991 e 2007[carece de fontes?]]]
| 1991 | 1996 | 2001 | 2004 |
| 38765 | 40181 | 40289 | 42378 | 
}}